# Marcia Barbosa (volley-ball)
Ne doit pas être confondu avec Marcia Barbosa (physicienne).
Pour les articles homonymes, voir Barbosa.
Marcia de Oliveira Barbosa est une ancienne joueuse brésilienne de volley-ball née le 21 mai 1980. Elle mesure 1,70 m et jouait au poste de libero. 

## Clubs
| Club                         | De        | À         |
| ---------------------------- | --------- | --------- |
| Clube de Regatas do Flamengo | 2000-2001 | 2000-2001 |
| Famalicense Atlético Clube   | 2002-2003 | 2002-2003 |
| Mogi das Cruzes              | 2003-2004 | 2003-2004 |
| Volley Bellinzona            | 2004-2005 | 2004-2005 |
| Clube Acadêmico de Trofa     | 2005-2006 | 2005-2006 |
| São Bernardo                 | 2006-2006 | 2006-2006 |
| Esporte Clube Pinheiros      | 2007-2008 | 2007-2008 |
| AD Brusque                   | 2008-2009 | 2008-2009 |
| São Bernardo                 | 2009-2010 | 2009-2010 |
| São Bernardo                 | 2010-2011 | 2010-2011 |
| Macaé Sports                 | 2011-2012 | 2011-2012 |
| São Caetano                  | 2012-2013 | 2012-2013 |
| Rio do Sul                   | 2013-2014 | 2013-2014 |

## Palmarès
- Superliga feminina
  - Vainqueur : 2001.
- Coupe du Portugal
  - Vainqueur : 2006.